# Manuel Straube
Manuel Straube (* 28. Juli 1984 in München) ist ein deutscher Synchronsprecher, Hörspielsprecher, Synchronregisseur, Dialogbuchautor und Sänger.

## Karriere
Er wird vor allem in Gesangparts eingesetzt. Seine bekanntesten Rollen sind Stewie aus Family Guy, Ed von Speck in Himmel und Huhn, Josh Nichols (gespielt von Josh Peck) in Drake & Josh und die von Phil Balow (gespielt von Adam Goldberg) in Man About Town. Zudem ist er seit 2012 die deutsche Stimme von Martin Freeman. In Fernsehserien lieh Straube den Schauspielern Jason Earles (Hannah Montana), Kenny Fisher (American High – Hier steigt die Party!), Sam Huntington (Law & Order), und Chad Faust (4400 – Die Rückkehrer) seine Stimme. Auch in Realfilmen sprach er Adam Hann-Byrd (Jumanji), Chad Michael Murray (Freaky Friday – Ein voll verrückter Freitag) und Eli Marienthal (Bekenntnisse einer Highschool-Diva). In Rocketman, eine Filmbiografie über Elton John, synchronisierte Straube die Hauptrolle, gespielt von Taron Egerton.
2007 sprach Manuel Straube in der Zeichentrickserie Phineas und Ferb die Rolle des Phineas, wurde aber für den Rest der ersten Staffel durch Patrick Schröder ersetzt, da er wegen einer Stimmbandreizung ausfiel. Ab Beginn der zweiten Staffel spricht und singt Straube die Rolle des Phineas wieder. In dem Disney-Animationsfilm Rapunzel – Neu verföhnt übernahm er für Moritz Bleibtreu als Flynn Rider die Gesangparts, genau wie 2013 für Robin Kahnmeyer im Disney-Animationsfilm Die Eiskönigin – Völlig unverfroren als Hans.
Seit 2009 war er als Synchronbuchautor für die deutsche Fassung der Disney-Fernsehserie Jonas – Die Serie verantwortlich und führte bei den Sprachaufnahmen die Synchronregie.
Als Straube 2002 mit der Synchronisation von Stewie Griffin in Family Guy begann, war er erst 18 Jahre alt.
Straube übernahm die Sprecherrolle des Junkrat im Videospiel Overwatch, welches am 24. Mai 2016 erschien.

## Sprechrollen
Martin Freeman
- 2012: Der Hobbit: Eine unerwartete Reise … als Bilbo Beutlin
- 2013: Der Hobbit: Smaugs Einöde … als Bilbo Beutlin
- 2014: Der Hobbit: Die Schlacht der Fünf Heere … als Bilbo Beutlin
- 2016: The First Avenger: Civil War … als Everett Ross
- 2016: Whiskey Tango Foxtrot … als Iain MacKelpie
- 2017: Cargo … als Andy
- 2018: Black Panther … als Everett Ross
- 2020: Breeders … als Paul Worsley
- 2022: Black Panther: Wakanda Forever … als Everett Ross
- 2024: Miller’s Girl … als Jonathan „John“ Miller

James Corden
- 2009: Lesbian Vampire Killers … als Fletch
- 2011: Die drei Musketiere … als Planchet
- 2019: Cats … als Bustopher Jones

Ed Skrein
- 2018: Ein Mops zum Verlieben … als Oliver
- 2019: Maleficent: Mächte der Finsternis … als Borra
- 2019: Midway – Für die Freiheit … als Lieutenant Richard „Dick“ Best

Josh Peck
- 2006: Drake & Josh unterwegs nach Hollywood … als Josh Nichols
- 2007: Drake & Josh und die Riesengarnele … als Josh Nichols

Jim Sturgess
- 2008: Die Schwester der Königin … als George Boleyn
- 2010: Die Legende der Wächter … als Soren

Jason Earles
- 2009: Die Entführung meines Vaters … als Merv Kilbo
- 2009: Hannah Montana – Der Film … als Jackson Stewart

### Filme
- 1994: Der König der Löwen – für Jason Weaver … als Junger Simba (Gesang)
- 1995: Jumanji – für Adam Hann-Byrd … als Alan Parrish
- 1997: Casper – Wie alles begann – für Brendon Ryan Barrett … als Chris Carson
- 1999: Die Asche meiner Mutter – für Brendan McNamara … als Toby Mackey
- 2000: Almost Famous – Fast berühmt – für Patrick Fugit … als William Miller
- 2001: Nicht noch ein Teenie-Film – für Ean Mering … als Marty
- 2001: Harry Potter und der Stein der Weisen – für Will Theakston … als Terence Higgs
- 2003: Freaky Friday – Ein voll verrückter Freitag – für Chad Michael Murray … als Jake
- 2004: Ich bin immer für Dich da! – für Rajiv Panjabi … als Percy
- 2004: Bekenntnisse einer Highschool-Diva – für Eli Marienthal … als Sam
- 2004: Die Unglaublichen – für Jason Lee … als Buddy Pine/Syndrome
- 2004: Die Tiefseetaucher – für Matthew Gray Gubler … als Praktikant 1
- 2004: Darf ich bitten? – für Nick Cannon … als Scott
- 2004: Harry Potter und der Gefangene von Askaban – für Bronson Webb … als Pike
- 2005: Hostel – für Jay Hernández … als Paxton
- 2005: Düstere Legenden 3 – Bloody Mary – für Robert Vito … als David Owens
- 2005: Himmel und Huhn – für Steve Zahn … als Ed von Speck
- 2006: High School Musical – für Brett Yoder … als Karaoke-Moderator
- 2006: Der Pakt – The Covenant – für Sebastian Stan … als Chase Collins
- 2006: Spiel auf Bewährung – für Mo McRae … als Leon
- 2006: The Breed – für Hill Harper … als Noah
- 2006: Man About Town – für Adam Goldberg … als Phil Balow
- 2006: Tierisch wild – für Jack DeSena … als Eze
- 2006: Die Chroniken von Erdsee – für Junichi Okada … als Prinz Arren
- 2007: Unsichtbar – Zwischen zwei Welten – für Ryan Kennedy … als Matty
- 2007: Ratatouille – für Peter Sohn … als Emile
- 2008: Gran Torino – für Christopher Carley … als Vater Janovic
- 2009: New Moon – Biss zur Mittagsstunde – für Bronson Pelletier … als Jared
- 2009: (Traum)Job gesucht – für Fred Armisen … als Guacanator Werbesprecher
- 2010: Rapunzel – Neu verföhnt – für Zachary Levi … als Eugene Fitzherbert/Flynn Rider (Gesang)
- 2011: Die Muppets – für Jason Segel … als Gary (Gesang)
- 2011: Rosewood Lane – für Daniel Ross Owens … als Derek Barber – der Zeitungsjunge
- 2012: Let It Shine – Zeig, was Du kannst! – für Tyler James Williams … als Cyrus DeBarge
- 2013: Die Eiskönigin – Völlig unverfroren – für Santino Fontana … als Hans (Gesang)
- 2013: Dinosaurier 3D – Im Reich der Giganten … als Bruto
- 2014: Muppets Most Wanted – für Eric Jacobson … als Fozzie Bär (Gesang)
- 2015: Cinderella – für Richard Madden … als Prinz
- 2016: Findet Dorie – für Dominic West … als Boje
- 2017: Die Schöne und das Biest – für Josh Gad … als LeFou
- 2017: Die Eiskönigin – Olaf taut auf – für Jonathan Groff … als Kristoff (Gesang)
- 2019: Aladdin – für Will Smith … als Dschinni (Gesang)
- 2019: Rocketman – für Taron Egerton … als Elton John
- 2019: Last Christmas – für Calvin Demba … als Nathan
- 2020: Der Fall Richard Jewell – für Paul Walter Hauser … als Richard Jewell
- 2021: Vivo – Voller Leben – für Lin-Manuel Miranda … als Vivo
- 2024: Alles steht Kopf 2 – für Paul Walter Hauser … als Peinlich
- 2025: The Fantastic Four: First Steps – für Paul Walter Hauser … als Harvey Elder / Mole Man
- 2025: Die nackte Kanone – für Paul Walter Hauser … als Capt. Ed Hocken Jr.

### Serien
- 1989–1992: Ranma ½ – für Hirotaka Suzuoki … als Tatewaki Kuno
- 1994–1997: Ocean Girl – für Jeffrey Walker … als Brett Michael Bates
- 1995–1996: American Gothic – für Lucas Black … als Caleb Temple
- 1999–2009: Die wilden Siebziger – für Samm Levine … als Lance Crawford
- 2000–2001: American High – Hier steigt die Party! – für Kenny Fisher … als J.C.
- seit 2002: Family Guy – für Seth MacFarlane … als Stewie Griffin
- 2003: Battlestar Galactica – für Michael Eklund … als Crewman Specialist Prosna
- 2003: Beyblade – für Ken’ichi Suzumura … als Steve Jones
- 2003–2005: Shaman King – für Romi Park … als Ren Tao
- 2004–2007: Drake & Josh – für Josh Peck … als Josh Nichols
- 2004–2007: 4400 – Die Rückkehrer – für Chad Faust … als Kyle Baldwin
- 2005: Elvis – für Joseph B. Smith … als Lamar
- 2005–2007: American Dragon – für Matt Nolan … als Brad Morton
- 2007–2011: Hannah Montana – für Jason Earles … als Jackson
- 2007–2014: Phineas und Ferb – für Vincent Martella … als Phineas
- 2009: Chaotic – für Marc Thompson … als Peyton
- 2009: 90210 – für Josh Henderson … als Sean
- 2009–2013: Rules of Engagement – für Adhir Kalyan … als Timmy Patel
- 2011–2015: Karate-Chaoten – für Jason Earles … als Rudy
- 2012–2013: Once Upon a Time – Es war einmal … – für Sebastian Stan … als Jefferson/der Hutmacher
- 2013–2015: Community – für Charley Koontz … als Fat Neil
- 2013: Your Pretty Face Is Going to Hell – für Henry Zebrowski … als Gary Bunda
- 2014: The Fall – Tod in Belfast – für Colin Morgan … als Tom Anderson
- 2015–2019: Law & Order: Special Victims Unit – für Peter Scanavino … als Det. Dominick „Sonny“ Carisi, Jr.
- 2015–2019: iZombie – für Rahul Kohli … als Dr. Ravi Chakrabarti
- 2016–2018: Gotham – für Nathan Darrow … als Victor Fries/Mr. Freeze
- 2020: Und jetzt: Die Muppets! – für Eric Jacobson … als Fozzie Bär
- 2021: Dug-Tage – für Bob Peterson … als Dug
- 2022: In with the Devil – für Paul Walter Hauser … als Larry Hall
- 2022: The Tourist – Duell im Outback – für Greg Larsen … als Ethan Krum
- 2022: iCarly – für Josh Peck … als Paul Dunham

### Computerspiele
- 2016: Overwatch – für Chris Parson … als Junkrat
- 2022: Overwatch 2 – für Chris Parson … als Junkrat

## Hörspiele (Auswahl)
- 2015: Disney – Cinderella: Das Original Hörspiel zum Kinofilm (Cinderella), Kiddinx
- 2016: Phineas und Ferb: Die Nacht der Zombies 1 & 2 (Hörspiel zur TV-Serie)[1]
- 2017: Die Schöne und das Biest: Das Original-Hörspiel zum Film, Walt Disney Records (Die Schöne und das Biest)
- 2021: Cruella. Das Original-Hörspiel zum Disney Real-Kinofilm, Kiddinx (Cruella)